# Tetrastichus shencottensis
Tetrastichus shencottensis är en stekelart som beskrevs av Saraswat 1975. Tetrastichus shencottensis ingår i släktet Tetrastichus och familjen finglanssteklar. Inga underarter finns listade i Catalogue of Life.